# Équipe des îles Shetland de football
Maillots
L'équipe des Shetland de football (scots : Shetland fitbaa team, anglais : Shetland football team) est une sélection des meilleurs joueurs de l'archipel de Shetland, organisée par les Shetland Football Association (en), L'association est affiliée à la Fédération écossaise de football.
L'Association de Football des Shetland a été créée en 1919. Elle remporte sa compétition la plus importante lors du tournoi de football aux Jeux des Îles de 2005 qui avait lieu à Shetland.
Shetland jouent normalement leurs matchs à domicile au stade Gilbertson Park (capacité d'environ 5 000 places, parfois appelé "le Gibbie") à Lerwick. Certains matches, en particulier les matchs amicaux, sont parfois joués ailleurs, souvent à Seafield (Lerwick) ou à Harbison Park (Whalsay).
La rivalité entre les Shetland et de l'Orcades est parmi les plus anciennes dans le football, elle débute le 1er janvier 1919. Les deux équipes s’affrontent depuis 103 ans, principalement lors de la Coupe Milne qui a lieu chaque année, actuellement le derby est en faveur de la sélection des Shetland.
Cette équipe représente les Shetland est ne doit pas être confondue avec le Shetland FC.

## Palmarès
Coupe Milne
- Vainqueur : 1919, 1920, 1922, 1923, 1924, 1925, 1926, 1929, 1932, 1934, 1938, 1947, 1948, 1953, 1954, 1957, 1963, 1964, 1967, 1970, 1977, 1978, 1979, 1980, 1982, 1983, 1984, 1985, 1986, 1987, 1989, 1991, 1992, 1993, 1994, 1995, 1996, 1997, 1998, 1999, 2000, 2001, 2002, 2003, 2005, 2006, 2007, 2008, 2009, 2010, 2011, 2013, 2014, 2015, 2017, 2019, 2020, 2022 (58)
- Finaliste : 1921, 1927, 1928, 1930, 1931, 1933, 1935, 1936, 1937, 1939, 1946, 1949, 1950, 1951, 1952, 1955, 1956, 1958, 1959, 1960, 1961, 1962, 1965, 1966, 1973, 1976, 1981, 1988, 1990, 2004, 2012, 2016, 2018, 2021

Adam Shield (1935-1967)
- Vainqueur : 1935, 1955 (2)
- Finaliste : 1948, 1951, 1953, 1957, 1959, 1961, 1963, 1967

Coupe Nord-Atlantique (1968-1973)
- Finaliste : 1968-1973

Jeux des Îles
- Vainqueur : 2005 (1)
- Quatrième : 2015

Tournoi de football Inter-Jeux des Îles
- Quatrième : 2019

## Résultats

### Football aux Jeux des Îles
| Année             | Position                   | MJ                         | V                          | N                          | D                          | BP                         | BC                         |
| ----------------- | -------------------------- | -------------------------- | -------------------------- | -------------------------- | -------------------------- | -------------------------- | -------------------------- |
| Îles Féroé 1989   | 5e                         | 4                          | 0                          | 0                          | 4                          | 1                          | 13                         |
| Îles Åland 1991   | 5e                         | 4                          | 2                          | 0                          | 2                          | 7                          | 8                          |
| Île de Wight 1993 | 7e                         | 4                          | 1                          | 0                          | 3                          | 3                          | 10                         |
| Gibraltar 1995    | -                          | 0                          | 0                          | 0                          | 0                          | 0                          | 0                          |
| Jersey 1997       | 5e                         | 4                          | 2                          | 1                          | 1                          | 4                          | 6                          |
| Gotland 1999      | 10e                        | 5                          | 2                          | 0                          | 3                          | 14                         | 14                         |
| Île de Man 2001   | 8e                         | 4                          | 1                          | 2                          | 1                          | 6                          | 7                          |
| Guernesey 2003    | 7e                         | 5                          | 2                          | 1                          | 2                          | 10                         | 8                          |
| Shetland 2005     | 1er                        | 5                          | 4                          | 1                          | 0                          | 10                         | 1                          |
| Rhodes 2007       | -                          | 0                          | 0                          | 0                          | 0                          | 0                          | 0                          |
| Îles Åland 2009   | 13e                        | 4                          | 1                          | 1                          | 2                          | 7                          | 9                          |
| Île de Wight 2011 | -                          | 0                          | 0                          | 0                          | 0                          | 0                          | 0                          |
| Bermudes 2013     | -                          | 0                          | 0                          | 0                          | 0                          | 0                          | 0                          |
| Jersey 2015       | 4e                         | 5                          | 2                          | 1                          | 2                          | 10                         | 5                          |
| Gotland 2017      | 10e                        | 4                          | 1                          | 0                          | 3                          | 7                          | 12                         |
| Gibraltar 2019    | Pas de tournoi de football | Pas de tournoi de football | Pas de tournoi de football | Pas de tournoi de football | Pas de tournoi de football | Pas de tournoi de football | Pas de tournoi de football |
| Guernesey 2021    | -                          | -                          | -                          | -                          | -                          | -                          | -                          |
| Total             | 11/15                      | 48                         | 18                         | 7                          | 23                         | 79                         | 93                         |

### Tournoi de football Inter-Jeux des Îles
| Année         | Position | MJ | V | N | D | BP | BC |
| ------------- | -------- | -- | - | - | - | -- | -- |
| Anglesey 2019 | 4e       | 4  | 1 | 0 | 3 | 8  | 10 |
| Total         | 1/1      | 4  | 1 | 0 | 3 | 8  | 10 |

## Rencontres par adversaires et compétitions
Coupe Milne
| Date                            | Lieu     | Finale        | Finale              | Finale        |
| Date                            | Lieu     | Vainqueur     | Score               | Finaliste     |
| ------------------------------- | -------- | ------------- | ------------------- | ------------- |
| 1er janvier 1919                | Orcades  | Îles Shetland | 3-2                 | Orcades       |
| 1er janvier 1920                | Shetland | Îles Shetland | 3-0                 | Orcades       |
| 13 mai 1921                     | Orcades  | Orcades       | 2-1                 | Îles Shetland |
| 1er janvier 1922                | Shetland | Îles Shetland | 7-1                 | Orcades       |
| 1er janvier 1923                | Orcades  | Îles Shetland | 3-2                 | Orcades       |
| 1er janvier 1924                | Shetland | Îles Shetland | 2-1                 | Orcades       |
| 1er janvier 1925                | Orcades  | Îles Shetland | 3-2                 | Orcades       |
| 1er janvier 1926                | Shetland | Îles Shetland | 2-0                 | Orcades       |
| 1er janvier 1927                | Orcades  | Orcades       | 5-1                 | Îles Shetland |
| 1er janvier 1928                | Shetland | Orcades       | 3-2                 | Îles Shetland |
| 1er janvier 1929                | Orcades  | Îles Shetland | 3-1                 | Orcades       |
| 1er janvier 1930                | Shetland | Orcades       | 3-1                 | Îles Shetland |
| 1er janvier 1931                | Orcades  | Orcades       | 5-2                 | Îles Shetland |
| 1er janvier 1932                | Shetland | Îles Shetland | 6-0                 | Orcades       |
| 1er janvier 1933                | Orcades  | Orcades       | 1-0                 | Îles Shetland |
| 1er janvier 1934                | Shetland | Îles Shetland | 4-0                 | Orcades       |
| 1er janvier 1935                | Orcades  | Orcades       | 3-1                 | Îles Shetland |
| 1er janvier 1936                | Shetland | Orcades       | 1-0                 | Îles Shetland |
| 1er janvier 1937                | Orcades  | Orcades       | 4-1                 | Îles Shetland |
| 1er janvier 1938                | Shetland | Îles Shetland | 7-4                 | Orcades       |
| 1er janvier 1939                | Orcades  | Orcades       | 2-0                 | Îles Shetland |
| Pas d'édition entre 1940 à 1945 |          |               |                     |               |
| 1er janvier 1946                | Shetland | Orcades       | 5-3                 | Îles Shetland |
| 1er janvier 1947                | Orcades  | Îles Shetland | 2-2                 | Orcades       |
| 1er août 1948                   | Shetland | Îles Shetland | 2-1                 | Orcades       |
| 1er janvier 1949                | Orcades  | Orcades       | 6-1                 | Îles Shetland |
| 1er janvier 1950                | Shetland | Orcades       | 2-1                 | Îles Shetland |
| 1er août 1951                   | Orcades  | Orcades       | 4-0                 | Îles Shetland |
| 1er janvier 1952                | Shetland | Orcades       | 5-2                 | Îles Shetland |
| 1er janvier 1953                | Orcades  | Îles Shetland | 2-1                 | Orcades       |
| 1er janvier 1954                | Shetland | Îles Shetland | 3-1                 | Orcades       |
| 1er août 1955                   | Orcades  | Orcades       | 2-1                 | Îles Shetland |
| 1er janvier 1956                | Shetland | Orcades       | 6-1                 | Îles Shetland |
| 1er janvier 1957                | Orcades  | Îles Shetland | 4-2                 | Orcades       |
| 1er janvier 1958                | Shetland | Orcades       | 2-0                 | Îles Shetland |
| 1er septembre 1959              | Orcades  | Orcades       | 4-2                 | Îles Shetland |
| 1er janvier 1960                | Shetland | Orcades       | 2-0                 | Îles Shetland |
| 1er septembre 1961              | Orcades  | Orcades       | 6-4                 | Îles Shetland |
| 1er janvier 1962                | Shetland | Orcades       | 5-4                 | Îles Shetland |
| 1er juillet 1963                | Orcades  | Îles Shetland | 9-7                 | Orcades       |
| 1er juillet 1964                | Shetland | Îles Shetland | 3-3                 | Orcades       |
| 1er juillet 1965                | Orcades  | Orcades       | 2-1                 | Îles Shetland |
| 1er juillet 1966                | Shetland | Orcades       | 6-1                 | Îles Shetland |
| 1er août 1967                   | Orcades  | Îles Shetland | 2-1                 | Orcades       |
| Pas d'édition de 1968 à 1969    |          |               |                     |               |
| 1er août 1970                   | Shetland | Îles Shetland | 1-1                 | Orcades       |
| Pas d'édition de 1971 à 1972    |          |               |                     |               |
| 1er juillet 1973                | Orcades  | Orcades       | 3-2                 | Îles Shetland |
| 1er juillet 1974                | Shetland | Îles Shetland | 2-1                 | Orcades       |
| Pas d'édition en 1975           |          |               |                     |               |
| 1er juillet 1976                | Orcades  | Orcades       | 2-1                 | Îles Shetland |
| 1er juillet 1977                | Shetland | Îles Shetland | 1-0                 | Orcades       |
| 1er juillet 1978                | Orcades  | Îles Shetland | 2-1                 | Orcades       |
| 1er juillet 1979                | Shetland | Îles Shetland | 2-0                 | Orcades       |
| 1er juillet 1980                | Orcades  | Îles Shetland | 1-0                 | Orcades       |
| 1er août 1981                   | Shetland | Orcades       | 1-0                 | Îles Shetland |
| 1er juillet 1982                | Orcades  | Îles Shetland | 1-0                 | Orcades       |
| 1er juillet 1983                | Shetland | Îles Shetland | 1-0                 | Orcades       |
| 1er juillet 1984                | Orcades  | Îles Shetland | 1-0                 | Orcades       |
| 1er juillet 1985                | Shetland | Îles Shetland | 6-1                 | Orcades       |
| 1er juillet 1986                | Orcades  | Îles Shetland | 1-0                 | Orcades       |
| 1er juillet 1987                | Shetland | Îles Shetland | 2-0                 | Orcades       |
| 1er juillet 1988                | Orcades  | Orcades       | 1-0                 | Îles Shetland |
| 1er juillet 1989                | Shetland | Îles Shetland | 4-1                 | Orcades       |
| 1er juillet 1990                | Orcades  | Orcades       | 1-0                 | Îles Shetland |
| 1er juillet 1991                | Shetland | Îles Shetland | 4-2                 | Orcades       |
| 1er juillet 1992                | Orcades  | Îles Shetland | 2-0                 | Orcades       |
| 31 juillet 1993                 | Shetland | Îles Shetland | 3-0                 | Orcades       |
| 30 juillet 1994                 | Orcades  | Îles Shetland | 0-0                 | Orcades       |
| 29 juillet 1995                 | Shetland | Îles Shetland | 2-0                 | Orcades       |
| 27 juillet 1996                 | Orcades  | Îles Shetland | 4-0                 | Orcades       |
| 26 juillet 1997                 | Shetland | Îles Shetland | 5-0                 | Orcades       |
| 25 juillet 1998                 | Orcades  | Îles Shetland | 3-2                 | Orcades       |
| 31 juillet 1999                 | Shetland | Îles Shetland | 4-1                 | Orcades       |
| 29 juillet 2000                 | Orcades  | Îles Shetland | 7-0                 | Orcades       |
| 25 août 2001                    | Shetland | Îles Shetland | 2-1                 | Orcades       |
| 1er juillet 2002                | Orcades  | Îles Shetland | 3-1                 | Orcades       |
| 25 juillet 2003                 | Shetland | Îles Shetland | 4-1                 | Orcades       |
| 31 juillet 2004                 | Orcades  | Orcades       | 4-4 (t.a.b : 5 - 4) | Îles Shetland |
| 29 juillet 2005                 | Shetland | Îles Shetland | 3-0                 | Orcades       |
| 29 juillet 2006                 | Orcades  | Îles Shetland | 4-0                 | Orcades       |
| 28 juillet 2007                 | Shetland | Îles Shetland | 4-1                 | Orcades       |
| 26 juillet 2008                 | Orcades  | Îles Shetland | 2-1                 | Orcades       |
| 26 juillet 2009                 | Shetland | Îles Shetland | 1-0                 | Orcades       |
| 30 juillet 2010                 | Orcades  | Îles Shetland | 2-0                 | Orcades       |
| 30 juillet 2011                 | Shetland | Îles Shetland | 1-0                 | Orcades       |
| 28 juillet 2012                 | Orcades  | Orcades       | 3-1                 | Îles Shetland |
| 27 juillet 2013                 | Shetland | Îles Shetland | 4-1                 | Orcades       |
| 13 juillet 2014                 | Orcades  | Îles Shetland | 3-2                 | Orcades       |
| 1er août 2015                   | Shetland | Îles Shetland | 6-0                 | Orcades       |
| 30 juillet 2016                 | Orcades  | Orcades       | 3-2                 | Îles Shetland |
| 29 juillet 2017                 | Shetland | Îles Shetland | 2-0                 | Orcades       |
| 28 juillet 2018                 | Orcades  | Orcades       | 5-1                 | Îles Shetland |
| 27 juillet 2019                 | Shetland | Îles Shetland | 1-1 (t.a.b : 5 - 4) | Orcades       |
| 17 octobre 2020                 | Orcades  | Îles Shetland | 1-0                 | Orcades       |
| 31 juillet 2021                 | Shetland | Orcades       | 2-1                 | Îles Shetland |
| 30 juillet 2022                 | Orcades  | Îles Shetland | 8-0                 | Orcades       |

Amicaux
| Date           | Lieu          | Finale        | Finale | Finale               |
| Date           | Lieu          | Victoire      | Score  | Défaite              |
| -------------- | ------------- | ------------- | ------ | -------------------- |
| 9 juin 1930    | Îles Shetland | Îles Shetland | 5-1    | Îles Féroé           |
| 11 juin 1930   | Îles Shetland | Îles Shetland | 1-1    | Îles Féroé           |
| 14 juin 1930   | Îles Shetland | Îles Shetland | 3-0    | Îles Féroé           |
| 2 juillet 1981 | Îles Féroé    | Îles Féroé    | 3-0    | Îles Shetland        |
| 4 juillet 1981 | Îles Féroé    | Îles Féroé    | 4-1    | Îles Shetland        |
| 5 juillet 1981 | Îles Féroé    | Îles Shetland | 2-2    | Îles Féroé           |
| 11 juin 1985   | Îles Shetland | Îles Féroé    | 1-0    | Îles Shetland        |
| 12 juin 1990   | Îles Shetland | Îles Féroé    | 2-0    | Îles Shetland        |
| 30 mars 2019   | Îles Shetland | Îles Shetland | 4-2    | Hébrides extérieures |

Adam Shield 1935-1967
| Date            | Lieu          | Finale        | Finale | Finale        |
| Date            | Lieu          | Vainqueur     | Score  | Finaliste     |
| --------------- | ------------- | ------------- | ------ | ------------- |
| 1935            | Îles Shetland | Îles Shetland | 5-2    | Îles Féroé    |
| 29 juillet 1948 | Îles Féroé    | Îles Féroé    | 4-1    | Îles Shetland |
| 9 juillet 1951  | Îles Shetland | Îles Féroé    | 7-2    | Îles Shetland |
| 7 avril 1953    | Îles Féroé    | Îles Féroé    | 5-0    | Îles Shetland |
| 9 juillet 1955  | Îles Shetland | Îles Shetland | 1-0    | Îles Féroé    |
| 9 juillet 1957  | Îles Féroé    | Îles Féroé    | 4-1    | Îles Shetland |
| 8 août 1959     | Îles Shetland | Îles Féroé    | 4-1    | Îles Shetland |
| 20 août 1961    | Îles Féroé    | Îles Féroé    | 6-1    | Îles Shetland |
| 20 août 1963    | Îles Shetland | Îles Féroé    | 3-2    | Îles Shetland |
| 20 août 1967    | Îles Féroé    | Îles Féroé    | 1-0    | Îles Shetland |

Coupe Nord-Atlantique 1968-1973
| Date            | Lieu          | Finale        | Finale | Finale        |
| Date            | Lieu          | Vainqueur     | Score  | Finaliste     |
| --------------- | ------------- | ------------- | ------ | ------------- |
| 19 juillet 1968 | Îles Féroé    | Îles Shetland | 3-2    | Orcades       |
| 19 juillet 1969 | Îles Shetland | Îles Féroé    | 2-1    | Îles Shetland |
| 24 juillet 1969 | Îles Shetland | Îles Shetland | 3-0    | Orcades       |
| 15 juillet 1970 | Orcades       | Îles Shetland | 3-0    | Îles Féroé    |
| 30 juin 1972    | Îles Féroé    | Orcades       | 7-1    | Îles Shetland |
| 20 juin 1972    | Îles Shetland | Îles Féroé    | 6-2    | Îles Shetland |
| 30 juin 1972    | Îles Shetland | Orcades       | 3-1    | Îles Shetland |
| 13 juin 1973    | Orcades       | Îles Shetland | 5-1    | Îles Féroé    |

Football aux Jeux des Îles
| Date             | Lieu         | Finale        | Finale    | Finale         |
| Date             | Lieu         | Vainqueur     | Score     | Défaite        |
| ---------------- | ------------ | ------------- | --------- | -------------- |
| 6 juillet 1989   | Îles Féroé   | Groenland     | 4-1       | Îles Shetland  |
| 8 juillet 1989   | Îles Féroé   | Îles Féroé    | 4-0       | Îles Shetland  |
| 9 juillet 1989   | Îles Féroé   | Åland         | 2-0       | Îles Shetland  |
| 11 juillet 1989  | Îles Féroé   | Anglesey      | 3-0       | Îles Shetland  |
| 24 juin 1991     | Åland        | Îles Féroé    | 3-0       | Îles Shetland  |
| 25 juin 1991     | Åland        | Jersey        | 2-0       | Îles Shetland  |
| 26 juin 1991     | Åland        | Îles Shetland | 5-2       | Groenland      |
| 28 juin 1991     | Åland        | Îles Shetland | 2-1       | Guernesey      |
| 4 juillet 1993   | Île de Wight | Åland         | 3-1       | Îles Shetland  |
| 5 juillet 1993   | Île de Wight | Île de Wight  | 2-0       | Îles Shetland  |
| 6 juillet 1993   | Île de Wight | Île de Man    | 5-1       | Îles Shetland  |
| 8 juillet 1993   | Île de Wight | Îles Shetland | 1-0       | Groenland      |
| 29 juin 1997     | Jersey       | Îles Shetland | 0-0       | Île de Wight   |
| 1er juillet 1997 | Jersey       | Anglesey      | 4-0       | Îles Shetland  |
| 3 juillet 1997   | Jersey       | Îles Shetland | 2-1       | Hitra          |
| 4 juillet 1997   | Jersey       | Îles Shetland | 2-1       | Gibraltar      |
| 27 juin 1999     | Gotland      | Île de Man    | 2-1       | Îles Shetland  |
| 28 juin 1999     | Gotland      | Gotland       | 3-1       | Îles Shetland  |
| 29 juin 1999     | Gotland      | Îles Shetland | 4-1       | Hitra          |
| 1er juillet 1999 | Gotland      | Îles Shetland | 3-2       | Gibraltar      |
| 2 juillet 1999   | Gotland      | Guernesey     | 6-5       | Îles Shetland  |
| 9 juillet 2001   | Île de Man   | Îles Shetland | 3-2       | Saaremaa       |
| 10 juillet 2001  | Île de Man   | Îles Shetland | 1-1       | Anglesey       |
| 12 juillet 2001  | Île de Man   | Gibraltar     | 2-0       | Îles Shetland  |
| 13 juillet 2001  | Île de Man   | Île de Man    | 2-2 (5-4) | Îles Shetland  |
| 29 juin 2003     | Guernesey    | Îles Shetland | 0-0       | Gotland        |
| 30 juin 2003     | Guernesey    | Jersey        | 5-0       | Îles Shetland  |
| 1er juillet 2003 | Guernesey    | Îles Shetland | 3-1       | Frøya          |
| 3 juillet 2003   | Guernesey    | Anglesey      | 2-1       | Îles Shetland  |
| 4 juillet 2003   | Guernesey    | Îles Shetland | 6-0       | Orcades        |
| 10 juillet 2005  | Shetland     | Îles Shetland | 4-0       | Îles Malouines |
| 11 juillet 2005  | Shetland     | Îles Shetland | 3-1       | Åland          |
| 13 juillet 2005  | Shetland     | Îles Shetland | 0-0       | Saaremaa       |
| 14 juillet 2005  | Shetland     | Îles Shetland | 1-0       | Île de Man     |
| 15 juillet 2005  | Shetland     | Îles Shetland | 2-0       | Guernesey      |
| 28 juin 2009     | Åland        | Îles Shetland | 2-2       | Minorque       |
| 29 juin 2009     | Åland        | Åland         | 2-1       | Îles Shetland  |
| 30 juin 2009     | Åland        | Groenland     | 3-1       | Îles Shetland  |
| 2 juillet 2009   | Åland        | Îles Shetland | 3-2       | Saaremaa       |
| 28 juin 2015     | Jersey       | Îles Shetland | 0-0       | Île de Wight   |
| 29 juin 2015     | Jersey       | Îles Shetland | 4-1       | Hitra          |
| 30 juin 2015     | Jersey       | Îles Shetland | 5-0       | Îles Malouines |
| 2 juillet 2015   | Jersey       | Île de Man    | 3-1       | Îles Shetland  |
| 3 juillet 2015   | Jersey       | Minorque      | 1-0       | Îles Shetland  |
| 25 juin 2017     | Gotland      | Îles Shetland | 5-0       | Saaremaa       |
| 26 juin 2017     | Gotland      | Guernesey     | 3-0       | Îles Shetland  |
| 27 juin 2017     | Gotland      | Åland         | 2-1       | Îles Shetland  |
| 29 juin 2017     | Gotland      | Orcades       | 3-1       | Îles Shetland  |

Tournoi de football Inter-Jeux des Îles
| Date         | Lieu     | Finale        | Finale | Finale        |
| Date         | Lieu     | Vainqueur     | Score  | Défaite       |
| ------------ | -------- | ------------- | ------ | ------------- |
| 16 juin 2019 | Anglesey | Îles Shetland | 6-1    | Sainte-Hélène |
| 17 juin 2019 | Anglesey | Guernesey     | 2-1    | Îles Shetland |
| 20 juin 2019 | Anglesey | Anglesey      | 2-1    | Îles Shetland |
| 21 juin 2019 | Anglesey | Île de Man    | 5-0    | Îles Shetland |

(mise à jour le 30/07/2022 : La dernière rencontre de Shetland a eu lieu le 30 juillet 2022, lors de la Coupe Milne 2022. Les prochaines rencontres auront lieu lors de la Coupe Milne 2023 et pendant le tournoi de football aux Jeux des Îles 2023.)

## Histoire

### Coupe Milne 1929
Shetland remporte la Coupe Milne 3 à 1 face à Orcades

### Coupe Milne 2004
Shetland perd la Coupe Milne aux tirs au but 4-4 (t.a.b : 5-4).

### Triomphe au tournoi de football aux Jeux des Îles 2005
Pour la première fois de son histoire la sélection des Shetland remporte le tournoi de football aux Jeux des Îles, en battant en finale Guernesey 2 à 0.

### Coupe Milne 2008
Le 26 juillet 2008, les Shetland remporte la coupe Milne, 2 à 1 contre Orcades.

### John Jamieson à la tête de la sélection des Shetland
John Jamieson a été nommé sélectionneur de l'équipe des Shetland le 10 novembre 2008.

### Désillusion aux Jeux des Îles 2009
La sélection des Shetland est emmené par l’entraîneur John Jamieson au tournoi des Jeux des Îles 2009, Shetland débutera la compétition face à Minorque.

### Coupe Milne 2012
28 juillet 2012, l'équipe de football des Shetland perd la Coupe Milne 2012 en perdant 3 à 1 contre Orcades.

### Le retour de Niall Bristow
Niall Bristow est reconduit à la tête de la sélection des Shetland de 2012 à 2015, Niall Bristow avait déjà été l’entraîneur des The Shelties entre 2004 et 2006.

### Coupe Milne 2015
Le 1er août 2015, l'équipe de football des Shetland remporte la Coupe Milne 2015 en battant 6 à 0 face à Orcades.
Niall Bristow démissionne de son poste de sélectionneur peu de ton avant le tournoi de football aux Jeux des Îles 2015.

### Coupe Milne 2017
Le 29 juillet 2017, l'équipe de football des Shetland remporte la Coupe Milne 2017 en battant 2 à 0 Orcades.

### Nouveau sélectionneur en 2017
Au mois de novembre 2017, l'équipe de football des Shetland remplace le sélectionneur Niall Bristow qui avait resté à sa place jusqu'en 2016, Kevin Main et Robert Geddes auront en charge la sélection de Shetland.

## Équipes rencontrées
| Adversaire           | Joués | Victoires | Matchs nuls | Défaites | Buts pour | Buts contre |
| -------------------- | ----- | --------- | ----------- | -------- | --------- | ----------- |
| Orcades              | 99    | 57        | 6           | 36       | 248       | 187         |
| Îles Féroé           | 24    | 6         | 2           | 16       | 37        | 66          |
| Gibraltar            | 3     | 2         | 0           | 1        | 5         | 5           |
| Île de Man           | 6     | 1         | 1           | 4        | 6         | 17          |
| Åland                | 5     | 1         | 0           | 4        | 6         | 10          |
| Guernesey            | 5     | 2         | 0           | 3        | 10        | 12          |
| Anglesey             | 5     | 0         | 1           | 4        | 3         | 12          |
| Groenland            | 4     | 2         | 0           | 2        | 8         | 9           |
| Saaremaa             | 4     | 3         | 1           | 0        | 11        | 8           |
| Île de Wight         | 3     | 0         | 2           | 1        | 0         | 2           |
| Hitra                | 3     | 3         | 0           | 0        | 10        | 3           |
| Jersey               | 2     | 0         | 0           | 2        | 0         | 7           |
| Îles Malouines       | 2     | 2         | 0           | 0        | 9         | 0           |
| Minorque             | 2     | 0         | 1           | 1        | 2         | 3           |
| Gotland              | 2     | 0         | 1           | 1        | 1         | 3           |
| Frøya                | 1     | 1         | 0           | 0        | 3         | 1           |
| Hébrides extérieures | 1     | 1         | 0           | 0        | 4         | 2           |
| Sainte-Hélène        | 1     | 1         | 0           | 0        | 6         | 1           |
| Total                | 172   | 82        | 15          | 75       | 369       | 348         |